# Kyaikto

Kyaikto (burmansko: ကျိုက်ထိုမြို့) je mesto v državi Mon na jugovzhodu Mjanmara. Je del mestnega okrožja Kyaikto v okrožju Thaton. Je najbližji  kraj pagodi Kyaiktiyo  ali "Zlate skale", velike znamenitosti Mjanmara.